# Trióxido
Un trióxido es un compuesto con tres átomos de oxígeno. Para los metales con la fórmula M2O3 hay varias estructuras comunes. Al2O3, Cr2O3, Fe2O3, y V2O3 y adoptan la estructura de corindón. Muchos óxidos de tierras raras adoptan el la "estructura de tierras raras A-tipo", que es hexagonal. Otros muchos de tierras raras además de óxido de indio y adoptan la " de estructura de tierras raras C-tipo", también llamado "bixbyite", que es cúbico y relacionados con la estructura de la fluorita.

## Lista de trióxidos

### MO3
- Trióxido de carbono CO3
- Trióxido de cromo CrO3
- Trióxido de selenio SeO3
- Trióxido de molibdeno MoO3
- Trióxido de azufre SO3
- Trióxido de tungsteno WO3
- Trióxido de uranio UO3
- Trióxido de renio ReO3
- Trióxido de telurio TeO3
- Trióxido de xenón XeO3
- Trióxido de wolframio WO3

### M2O3
- Trióxido de antimonio, Sb2O3
- Trióxido de arsénico, As2O3
- Óxido de bismuto (III), Bi2O3
- Trióxido de boro, B2O3
- Óxido  de cobalto (III), Co2O3
- Óxido de cloro (III), Cl2O3
- Óxido de nitrógeno (III), N2O3
- Trióxido de gadolinio, Gd2O3
- Óxido de galio (III), Ga2O3
- Trióxido de oro, Au2O3
- Óxido de indium (III), In2O3
- Óxido de hierro (III), Fe2O3
- Óxido de manganeso (III), Mn2O3
- Óxido de níquel (III), Ni2O3
- Trióxido de fósforo, P4O6
- Óxido de thalio (III), Tl2O3
- Óxido de terbio (III), Tb2O3
- Trioxidano, H2O3
- Trióxido de vanadio, V2O3
- Óxido de iterbio (III), Yb2O3
- Óxido de itrio (III), Y2O3

### Otros trióxido
- Mineral aregado de trióxido
- Trióxido de Sulfuro Complejo de Piridina, SO3(py)